# Voice over IP
Voice over IP (in italiano "Voce tramite protocollo Internet", in acronimo VoIP), in telecomunicazioni e informatica, indica una tecnologia che rende possibile effettuare una conversazione telefonica utilizzando connessione tramite Internet o una qualsiasi altra rete di telecomunicazioni dedicata a commutazione di pacchetto, che utilizzi il protocollo di rete IP senza connessione per il trasporto dati.

## Descrizione
Più specificamente con VoIP si intende l'insieme dei protocolli di comunicazione di strato applicativo che rendono possibile tale tipo di comunicazione. Grazie a numerosi provider VoIP è possibile effettuare telefonate anche verso la rete telefonica tradizionale (PSTN). In realtà più in generale VoIP consente una comunicazione audio-video sistema real-time, unicast o multicast, su rete a pacchetto (es. videotelefonata, videochiamata e videoconferenza). La tecnologia in questione richiede che il segnale analogico venga preventivamente codificato in formato digitale tramite conversione analogico-digitale, eventualmente compresso tramite l'uso di codec audio e infine trasmesso a pacchetto in rete grazie all'utilizzo congiunto in parallelo di due tipi di protocolli di comunicazione:
- una per l'elaborazione della conversazione (che richiede fasi come la ricostruzione del frame audio, sincronizzazione, identificazione del chiamante).
- una per il trasporto dei dati (pacchetti voce su IP);

Le conversazioni VoIP non devono necessariamente viaggiare su Internet, ma possono anche usare come mezzo trasmissivo una qualsiasi rete privata basata sul protocollo IP, per esempio una LAN all'interno di un edificio o di un gruppo di edifici. I protocolli usati per codificare e trasmettere le conversazioni VoIP sono solitamente denominati Voice over IP protocols.

## Funzionamento

### I protocolli

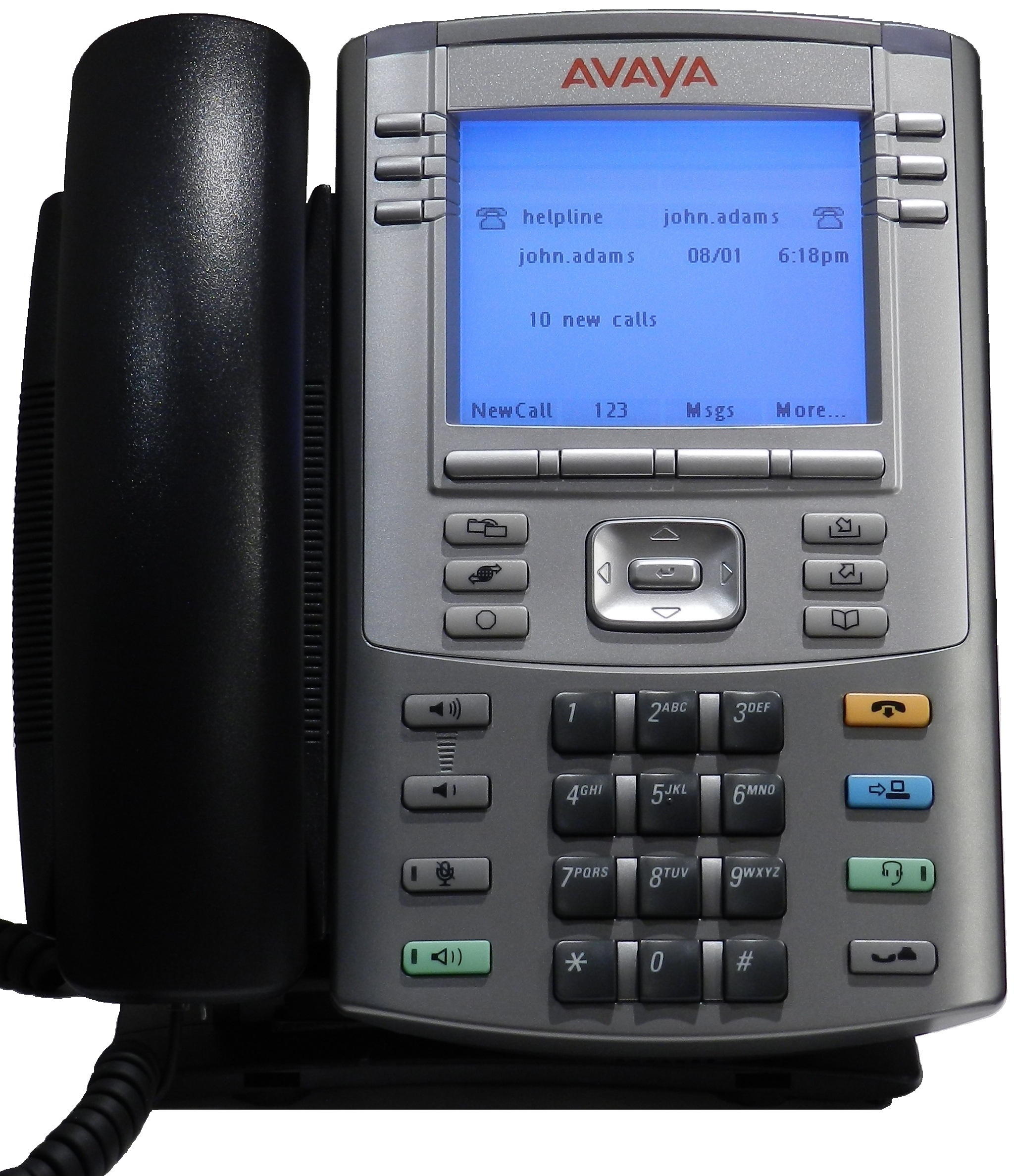
Avaya 1140E IP Phone

Per il trasporto dei dati, nella grande maggioranza delle implementazioni VoIP, viene adottato un insieme di protocolli di comunicazione quali RTP (Real-time Transport Protocol) su UDP (User Datagram Protocol) su IP (Internet Protocol). L'utilizzo di UDP anziché TCP si giustifica col fatto che una comunicazione real-time come la fonia non può tollerare ritardi o latenze aggiuntive o troppo elevate dovute alla ritrasmissione dei pacchetti persi e agli ACK.
Per quanto riguarda la segnalazione il processo di standardizzazione non si è ancora concluso. Al momento, sono coinvolti tre enti internazionali di standardizzazione: l'ITU (International Telecommunications Union), l'IETF (Internet Engineering Task Force) e l'ETSI (European Telecommunication Standard Institute) con alcuni consorzi (per esempio, Softswitch, H.323ORG, Vivida ecc.). La gestione delle chiamate voce sulla rete IP è, al momento, indirizzata verso due differenti proposte, elaborate in ambito ITU e IETF, che sono rispettivamente H.323 e SIP (Session Initiation Protocol). La tendenza degli ultimi anni ha evidenziato un netto predominio del protocollo SIP, sia su UDP che su TCP.
I sostenitori della proposta dell'ITU affermano che H.323, storicamente nato prima, abbia ormai ottenuto il supporto di tutti i fornitori di apparati VoIP, mentre i sostenitori del SIP dubitano dell'interoperabilità dei prodotti H.323 di differenti produttori e, allo stesso tempo, evidenziano i vantaggi di SIP in particolar modo per quanto riguarda la ridotta segnalazione durante l'attivazione della chiamata. Volendo confrontare H.323 e SIP bisogna comunque osservare che lo scopo dei due standard è piuttosto differente. H.323 è stato creato come protocollo per la comunicazione voce in tempo reale su IP e presiede a tutte le funzioni base di controllo di una chiamata: instaurazione e terminazione della sessione, operazioni di segnalazione, tono di chiamata, chiamata in attesa, trasferimento, identificazione del chiamante e via dicendo. Mentre SIP è un protocollo per la segnalazione e il controllo di sessioni multimediali, H.323 delinea un'architettura completa per lo svolgimento di conferenze multimediali, comprendente la definizione dei formati di codifica a livello applicativo, la definizione di protocolli per la segnalazione e il controllo, per il trasporto dei flussi audio, video e dati e per la gestione degli aspetti di sicurezza, tutto ciò con riferimento ad architetture di rete locali.
La suite di protocolli H.323 è stata, inizialmente, l'unica soluzione standard adottata dai produttori di dispositivi per telefonia su IP e in generale per applicazioni multimediali, ed è supportata sia da applicativi PC che da dispositivi di rete (router) e da terminali utenti (IP Phone). La proposta SIP, però, sta incontrando sempre maggiore favore, grazie alla sua ottima integrazione con gli altri protocolli della suite TCP/IP (mentre H.323 è pensato per una generica rete a pacchetto) e alla sua maggiore semplicità. H.323, infatti, nasce in ambito telefonico dove le specifiche sono estremamente precise e complete ma anche estremamente complicate, inoltre, ingloba, al suo interno, altri componenti precedentemente definiti dall'ITU, aumentandone notevolmente la complessità.
Nonostante la diffusione dello standard H.323, il mercato dei dispositivi per l'utenza finale, del software e dei gateway per la connessione alla rete PSTN si è ormai orientato verso soluzioni basate su SIP. Quasi tutti i prodotti sul mercato sono compatibili con entrambi gli standard e numerosi consorzi ed enti di standardizzazione, tra cui il 3GPP per UMTS, hanno incluso SIP nelle loro specifiche.
Dal punto di vista degli utenti finali e quindi del mercato di soluzioni VoIP come telefoni, adattatori, cordless e telefoni “dual mode” (VoIP e tradizionali) i produttori sembrano però orientarsi verso uno “standard” tecnicamente non disegnato per diventare tale: Skype. Con i suoi 100 milioni di utenti l'impresa di Niklas Zennström e Janus Friis è riuscita a sfruttare il vantaggio del first-comer e, grazie alla sua rete chiusa (gli utenti Skype possono chiamare solo altri utenti Skype o telefoni sulla rete PSTN) e al protocollo di segnalazione proprietario che utilizza per il proprio software, ha potuto allargare la sua attività alla gestione di partnerships con produttori di hardware e sviluppatori di software.
Altri protocolli utilizzati per la codifica della segnalazione della conversazione sono:
- Skinny Client Control Protocol, protocollo proprietario della Cisco
- Megaco (conosciuto anche come H.248) e MGCP
- MiNET, protocollo proprietario della Mitel
- Inter Asterisk Xchange, (soppiantato da IAX2) usato dai server Asterisk open source PBX e dai relativi software client
- XMPP, usato da Google Talk. Inizialmente pensato per l'IM ora esteso a funzioni Voip grazie al modulo Jingle

### Implementazione su connessione analogica e ISDN
Le tecnologie di compressione della voce dedicano una banda che varia dai 4 kbit/s agli 82 kbit/s nei formati di compressione meno efficienti. Ad esempio il GSM codifica la voce con algoritmo RPE-LTP (Regular Pulse Excitation - Long Term Prediction) con LPC loop e campionamento a 13 kbit/s. Esiste un encoder della voce a 13 kbit/s.
Gran parte dell'energia della voce umana può essere concentrata in uno spettro limitato a 2,7 kHz. Per campionare un tale spettro il teorema di Shannon – chiamato anche "disuguaglianza di Nyquist" -, richiede una larghezza di banda di almeno 5,4 kHz. Secondo tale teorema è possibile ricostruire correttamente un segnale continuo, variabile nel tempo, da una serie di valori discreti quando questi sono stati presi con una frequenza di campionamento almeno superiore al doppio della massima frequenza contenuta nel segnale in ingresso. Ad un segnale analogico di X Hz di banda corrisponde un segnale digitale di 2*X*N bit/s, dove N è il numero di bit usati per rappresentare ogni campione: per la voce si avrebbe 4000*2*8=64 kbit/s (c'è un certo margine rispetto ai 2,7 kHz), che per altro è la medesima banda fornita da una singola linea ISDN.
Tuttavia, con i formati di compressione diventa possibile ridurre drasticamente la banda richiesta intervenendo dopo la digitalizzazione della voce e prima del suo invio. Non è infatti possibile comprimere un segnale analogico. Esistono frequenze del segnale digitali anche superiori alla frequenza della voce naturale; il segnale analogico rimane il limite da raggiungere per il campionamento digitale, la frontiera con la qualità dell'audio migliore. Un segnale analogico ha una qualità in generale maggiore di uno digitale ed è il massimo riferimento da raggiungere. Tuttavia frequenze di digitalizzazione superiori hanno un'utilità limitata perché non aggiungono informazione al segnale di partenza, come la copia non può essere migliore dell'originale. Per la trasmissione di video, le tecnologie attuali (RealAudio e Windows Media Player) richiedono una larghezza di banda di almeno 50 kbit/s per evitare lo sfarfallio delle immagini. Con tale frequenza di campionamento per la conversione del segnale analogico della voce in uno digitale è possibile l'invio di traffico voce su Internet. Le connessioni analogiche raggiungono velocità di 56 kbit/s solamente per il download di pagine internet. Per il download di altri file o il downstream della voce la velocità massima è 33 kbit/s. Anche l'upstream del 56 K è 33,6 kbit/s. Una chiamata via Internet richiede una banda maggiore della frequenza di campionamento della voce sia in upstream che in downstream, essendo la comunicazione telefonica bidirezionale (full duplex). Altrimenti almeno uno dei due interlocutori riceve i pacchetti nell'ordine scorretto e ascolta in pratica parole senza senso, sillabe non nella giusta sequenza. Mentre per dati quali bit di pagine internet o di file scaricati il modem è in grado di fare controlli, interpolare (ossia ricostruire) pacchetti e sequenze di bit danneggiate e al limite richiederne la ritrasmissione, non esistono controlli che rimedino ai difetti di trasmissione della voce; la coppia di modem è "invisibile" agli utenti anche nel senso negativo, di non poter migliorare la qualità della comunicazione. Utilizzando un adeguato protocollo di comunicazione ossia formato di compressione della voce che limiti il campionamento intorno ai 12-13 kbit/s è possibile con un pacchetto-voce trasmesso per secondo avere pacchetti di circa 1,5 KByte (che sono 12000 bit appunto; 1 byte=8 bit) ovvero al di sotto della soglia critica che crea problemi con connessione Internet.
Con linea ISDN si dispone di una connessione simmetrica su due linee: la velocità in upstream è la stessa che si ha in downstream. Con una larghezza di banda di 64 kbit/s, ovvero impegnando anche una sola linea, è possibile stabilire una chiamata Voice Over IP anche con formati di compressione della voce meno efficienti che campionano a 50-60 kbit/s (sempre riferendosi a pari valore di un indice di qualità della riproduzione). Con l'utilizzo dei due canali ISDN è possibile gestire due chiamate Voice Over IP contemporaneamente. Negli USA, come è detto più sopra, gli operatori telefonici tendono ad utilizzare sempre di più il Voice Over IP fino all'abitazione dell'utente; dunque, anche l'ultimo miglio è digitalizzato per consentire la comunicazione. Il vantaggio di un'estensione delle connessioni ISDN per la digitalizzazione dell'ultimo miglio è invece meno utilizzato dalle compagnie europee. Operativamente oltre a disporre di un programma di Voice Over IP come Skype o Asterisk occorre installare un codec di compressione della voce, che è il protocollo di comunicazione che dovrà essere installato anche sull'altro terminale. Fra questi codec rientrano: GSM 6.10, ILBC, Speex 15.2k, Speex 8.0k, G.711, G.723, G.729, G.771 A-Law, G.771 U-Law. Le ultime versioni di programmi quali Skype danno una buona qualità della chiamata anche con velocità di connessione a 56 kbit;in generale i programmi che stabiliscono una connessione punto-punto con il PC/telefono fisso chiamato hanno tempo di latenza parecchio inferiori rispetto alla composizione del numero da un sito web (come accade ad esempio nel servizio di Tiscali).

### Protezione contro le intercettazioni
Il VoIP può offrire un significativo vantaggio per la tutela della privacy e contro le intercettazioni: infatti, in molte implementazioni VoIP, il traffico vocale, in quanto a commutazione di pacchetto, viaggia direttamente tra i terminali dei due utenti e non attraversa una struttura fissa di centrali di commutazione, su cui si avrebbe la possibilità di installare un sistema di intercettazione. Tuttavia questo non è sempre vero, talvolta per motivi tecnici e altre volte per motivi legislativi o regolamentari, o per le pressioni delle autorità giudiziarie e di polizia giudiziaria sui gestori di sistemi VoIP affinché permettano l'intercettazione delle chiamate VoIP.
Inoltre utilizzando una connessione via Internet è possibile adottare una comunicazione sicura, con crittografia a chiave asimmetrica e firma digitale, che impediscono a terzi di intercettare la conversazione e manipolarla (a meno che siano in possesso di una grande potenza di calcolo).

## Analisi

### I vantaggi
Il vantaggio principale di questa tecnologia sta nel fatto che essa elimina l'obbligo di riserva della banda per ogni telefonata (commutazione di circuito), sfruttando l'allocazione dinamica delle risorse, caratteristica dei protocolli IP (commutazione di pacchetto). Vengono instradati sulla rete pacchetti di dati contenenti le informazioni vocali, codificati in forma digitale, e ciò solo nel momento in cui è necessario, cioè quando uno degli utenti collegati sta parlando.
Fra gli altri vantaggi rispetto alla telefonia tradizionale si annoverano:
- minore costo per chiamata, specialmente su lunghe distanze;
- minori costi delle infrastrutture: quando si è resa disponibile una rete IP nessun'altra infrastruttura è richiesta;
- nuove funzionalità avanzate;
- l'implementazione di future opzioni non richiederà la sostituzione dell'hardware.

Uno dei vantaggi di questa tecnologia è che permette di fare leva su risorse di rete preesistenti, consentendo una notevole riduzione dei costi in ambito sia privato che aziendale, specialmente per quanto riguarda le spese di comunicazione interaziendali e tra sedi diverse. Una rete aziendale, infatti, può essere sfruttata anche per le comunicazioni vocali, permettendo di semplificare l'installazione e il supporto e di aumentare il grado di integrazione di uffici dislocati sul territorio, ma collegati tramite l'infrastruttura di rete. Il consumatore privato, utilizzando un collegamento ad Internet a banda larga (ad alta velocità di trasmissione e sempre attivo), può effettuare e ricevere chiamate telefoniche da telefono fisso PSTN, potendo contare su tariffe molto economiche, soprattutto per le chiamate internazionali. La tecnologia VoIP introduce inoltre nuove possibilità per l'offerta del servizio telefonico quali:
- eliminare la distinzione tra chiamate locali e a lunga distanza;
- mantenere diversi numeri telefonici su un solo collegamento;
- salvare messaggi vocali sul proprio computer;
- permettere telefonate completamente gratuite tra utenti dello stesso fornitore o fornitori convenzionati fra loro oppure in open gateway.

### Gli svantaggi
Le reti IP non dispongono di per sé di alcun meccanismo in grado di garantire che i pacchetti di dati vengano ricevuti nello stesso ordine in cui vengono trasmessi, né alcuna garanzia relativa in generale alla qualità di servizio. Le attuali applicazioni nel mondo reale della telefonia VoIP si trovano a dover affrontare problematiche legate a problemi di lentezza (sostanzialmente si deve ridurre il tempo di transito e di elaborazione dei dati durante le conversazioni) e di integrità dei dati (prevenire perdite e danneggiamenti delle informazioni contenute nei pacchetti).
Il problema di fondo della tecnologia VoIP è la corretta ricostruzione dei pacchetti di dati ricevuti, tenuto conto del fatto che durante la trasmissione può cambiare la sequenza dei pacchetti e che alcuni pacchetti possono aver subito perdite o danneggiamenti delle informazioni contenute, e assicurare così che lo stream audio (flusso audio) mantenga la corretta coerenza temporale. Altro importante problema è mantenere il tempo di latenza dei pacchetti sufficientemente basso, in modo che l'utente non debba aspettare troppo tempo prima di ricevere le risposte durante le conversazioni.
A questi problemi di ritardo e soprattutto variabilità di ritardo e la conseguente necessaria elaborazione per il riordino dei pacchetti si ovvia utilizzando il protocollo MPLS, che instaura connessioni nella rete di trasporto grazie alla commutazione per etichetta, e all'utilizzo di meccanismi di equalizzazione del ritardo tramite cosiddetti buffer di playout.
Altri possibili problemi potrebbero essere:
- Alcuni router possono essere configurati per distinguere i pacchetti VoIP dagli altri pacchetti IP e assegnare di conseguenza ad essi una priorità di trasmissione maggiore con l'utilizzo di uno scheduler in condizione di congestione.
- È possibile memorizzare in un buffer i pacchetti, per rendere la trasmissione più asincrona, ma ciò può tradursi in un aumento del tempo di latenza, simile a quello delle trasmissioni satellitari.
- Il gestore della rete dovrebbe garantire una larghezza di banda sufficientemente ampia, per ridurre il tempo di latenza e le perdite di dati. Tuttavia ciò, mentre è relativamente facile nelle reti private, è molto più difficile quando si usa internet come mezzo trasmissivo.
- Con velocità minori di 256 kbit/s possono aversi problemi di jitter (letteralmente nervosismo, tecnicamente errore nella base dei tempi quando un campione digitale è convertito in segnale analogico). Infatti, su reti lente, il ritardo di trasmissione diventa rilevante, e di conseguenza i protocolli di VoIP utilizzano pacchetti più piccoli della dimensione massima (generalmente 1500 byte). Altri protocolli, basati tipicamente su TCP, usano invece normalmente pacchetti di dimensione massima. Se un pacchetto di una connessione VoIP arriva al commutatore mentre è in trasmissione un pacchetto di dimensione massima appartenente ad un'altra connessione, subirà un ritardo importante, e soprattutto non costante.
- Problema di privacy: il tabulato delle chiamate o la conversazione potrebbero essere registrati dall'operatore di VoIP, piuttosto che da terzi tramite attacchi del tipo man in the middle. In particolare, se il programma è a sorgente chiuso e proprietario, è più difficile accertare che non vi sia qualche codice spyware installato direttamente nel computer di mittente e destinatario per registrare le chiamate; analogo rischio si presenta se la comunicazione non è diretta fra mittente e destinatario, e tutti i pacchetti passano per un server centrale gestito dall'operatore di VoIP. La digitalizzazione del segnale di telefonia VoIP permette di implementare la cifratura e altre forme di protezione dei dati in transito nelle reti telematiche. La più comune chiamata su linea PSTN viaggia in chiaro, almeno per due tratti terminali, uno con il nodo di partenza e un altro con quello ricevente (il comune telefono non può avere installato un protocollo per la protezione dei dati né una comunicazione tramite segnale analogico potrebbe supportarlo). Un'altra protezione è il fatto che i pacchetti voce siano instradati su nodi differenti e che variano nel tempo, laddove in una comunicazione con segnale analogico l'intero contenuto della chiamata segue uno stesso percorso e passa per gli stessi apparati di rete.

## Applicazioni ed utilizzo

### Uso da parte di grandi gruppi e compagnie telefoniche
Attualmente le installazioni di reti VoIP in edifici terziari e abitazioni civili sono poche, mentre le grandi corporation utilizzano sempre più spesso la telefonia IP, realizzando reti telefoniche dedicate per collegare fra di loro le proprie sedi, previa conversione a valle delle stazioni di commutazione dei normali segnali analogici in entrata in pacchetti IP, e viceversa per le comunicazioni in uscita. In questo modo, di fatto, realizzano una rete digitale interna al gruppo, che si presta molto bene ad essere modificata e adattata per fornire i più disparati tipi di servizi. Ciò si basa anche su una tecnologia emergente, denominata "data abstraction", mediante la quale dall'analisi dei dati trasmessi su una linea, è possibile dedurre le caratteristiche del dispositivo che ha stabilito la comunicazione (ad esempio il tipo di display, i pulsanti di comando, ecc.) e di configurare i servizi messi a disposizione in funzione di queste caratteristiche. I centri di assistenza telefonica delle grandi compagnie spesso usano la telefonia IP proprio per sfruttare le possibilità offerte da questa nuova tecnologia. Un altro vantaggio deriva dal poter unificare la tipologia di connessione e di utilizzare in modo ottimale la larghezza di banda disponibile. VoIP inoltre è correntemente usato negli USA per instradare traffico da e per telefoni dalla rete nazionale PSTN (Public Switched Telephone Network).
L'utilizzo del VoIP consente una tariffazione delle chiamate che è indipendente dalla durata (tariffa Internet flat) e, se il destinatario è un computer, anche dal luogo chiamato (locale o internazionale). Costituisce dunque un consistente risparmio per le utenze e per le stesse compagnie telefoniche quando devono impegnare (e pagare) reti proprietarie di altri gestori. VoIP è anche largamente utilizzato dalle compagnie telefoniche, specialmente nei collegamenti internazionali. Per gli utenti questo utilizzo è completamente trasparente, nel senso che non si accorgono che le loro chiamate sono instradate su una rete IP anziché passare attraverso le normali centrali di commutazione. Telecom Italia, per esempio, instrada su IP una percentuale significativa delle telefonate interurbane fra Milano e Roma (circa il 60%, dato del 2005). Le stesse compagnie utilizzano VoIP per abbattere i costi delle proprie chiamate interne, instradate attraverso la rete dati che collega gli uffici e le sedi interne. Inoltre riducono i costi delle chiamate verso l'esterno trasportandole, via rete, fino al punto più vicino alla centrale di commutazione. Alcune compagnie offrono un gateway (letteralmente via d'uscita) per connettere una rete VoIP alla normale rete commutata. Se si compone un normale numero telefonico, la chiamata viene instradata attraverso la connessione internet alla compagnia che gestisce il gateway, che provvederà ad effettuare il normale addebito del relativo costo. A volte le compagnie telefoniche sono anche proprietarie dirette del gateway, ed in questo modo realizzano un ulteriore risparmio.

### L'utilizzo open source nella PA italiana
Le infrastrutture VoIP si sono diffuse all'interno della pubblica amministrazione italiana, con una particolare attenzione alle soluzioni Open source, anche su spinta del legislatore che ha in più occasioni ricordato come la Pubblica Amministrazione sia tenuta e privilegiare, ove possibile, le soluzioni Open source.
Il ruolo strategico che il software e le metodologie open source rivestono per il settore pubblico è dimostrato dal fatto che il Dipartimento per la Digitalizzazione e l'Innovazione Tecnologica (DDI) della Presidenza del Consiglio dei ministri lo ha inserito quale esplicito parametro di valutazione per la selezione dei progetti presentati dalle università a seguito del bando ICT4University – Università Digitale, parte del programma di innovazione per il sistema universitario, sviluppato dal DDI in collaborazione con il Ministero dell'istruzione, dell'università e della ricerca.
L'iniziativa ICT4University prevedeva tra i suoi temi anche l'introduzione del VoIP. Un apposito Tavolo Tecnico è stato incaricato di redigere le linee guida e ha analizzato, di concerto con Agcom, le problematiche normative connesse all'uso del VoIP, relative all'implementazione di soluzioni VoIP all'interno della Pubblica Amministrazione Italiana.
Il programma ICT4University inoltre, incoraggiando il riuso di soluzioni esistenti all'interno della Pubblica Amministrazione, ha finanziato il progetto VoIP4U, per la realizzazione di una soluzione VoIP completamente Open source e basata sul software Asterisk PBX.
Il progetto è già stato completato e la soluzione VoIP4U è stata pubblicata sotto licenza GPLv2, e installata in alcune Università (Università degli Studi di Ferrara e Università degli Studi di Urbino "Carlo Bo") ed enti locali (Comune di Cento (Italia)).

### Nella telefonia su internet
A partire dagli anni 2000 si è assistito ad un rapido sviluppo di mercato della telefonia VoIP, e dei servizi ad essa collegati, resa possibile dalla crescente diffusione delle connessioni Internet veloci, dette anche a banda larga, con abbonati che inviano e ricevono chiamate in modo del tutto analogo a quello con cui il servizio veniva erogato attraverso la vecchia rete analogica commutata. Per connettere un telefono analogico tradizionale con la connessione Internet a banda larga è necessaria un'interfaccia, denominata ATA (Analog Telephone Adapter). Negli USA alcune compagnie utilizzano VoIP per effettuare chiamate senza limiti di tempo all'interno degli stessi USA, e, a volte, verso il Canada e alcuni paesi europei e asiatici, applicando tariffe mensili di tipo flat. In ogni caso, allo stato attuale, la telefonia VoIP è destinata ad affiancarsi a quella analogica tradizionale, piuttosto che a rimpiazzarla. Una delle limitazioni attuali, ad esempio, è l'impossibilità di instradare automaticamente le chiamate di emergenza.
Un altro possibile utilizzo per questi servizi è la corretta gestione delle chiamate verso l'esterno da apparecchi fax, ricevitori per la televisione satellitare, modem o FAXmodem, combinatori antifurto e altri oggetti simili che dipendono dall'accesso a linee telefoniche per alcune o tutte delle loro funzionalità. Per ora, questo tipo di chiamate riesce, ma potrebbe essere impedito del tutto in alcuni casi. Questo problema può essere risolto grazie all'uso di connessioni VoIP nel caso in cui la velocità di trasmissione sia abbassata a bit al secondo. Se le tecnologie VoIP e cellulari prenderanno il sopravvento su quelle odierne, alcuni produttori dovranno rivedere e ridisegnare i loro prodotti, poiché verranno resi obsoleti dalle nuove tecnologie in primo luogo negli Stati Uniti ed in Canada.

### Nelle reti mobili
Il trattamento del traffico VoIP da parte dei diversi gestori di telefoni mobile è estremamente differenziato, in alcuni casi non ci sono limiti, in altri ci sono limitazioni d'uso, mentre in altre bisogna addirittura stipulare specifiche tariffe, questo comportamento ha generato diverse polemiche tra chi fornisce servizi VoIP e i diversi operatori, in base alle disposizioni dell'Unione Europea sulle telecomunicazioni, questi atteggiamenti hanno costretto l'antitrust europea a valutare la situazione di diversi operatori.

### Nelle aziende private
Negli ultimi anni, con lo sviluppo di soluzioni software per le aziende sempre più avanzate, c'è sempre di più la necessità di dover integrare sistemi che possano collaborare e interagire tra loro. Per fare un esempio, integrare un sistema VoIP Aziendale ad un software Customer relationship management (CRM) fornisce all'azienda dati utili per gestire al meglio il rapporto con i clienti in maniera sempre più precisa ed efficiente. Grazie a questi strumenti e a queste integrazioni si riescono ad ottimizzare il processo aziendale e a gestire tanti dati collegati alla clientela.